# Limfocytarne zapalenie splotu naczyniówkowego i opon mózgowych

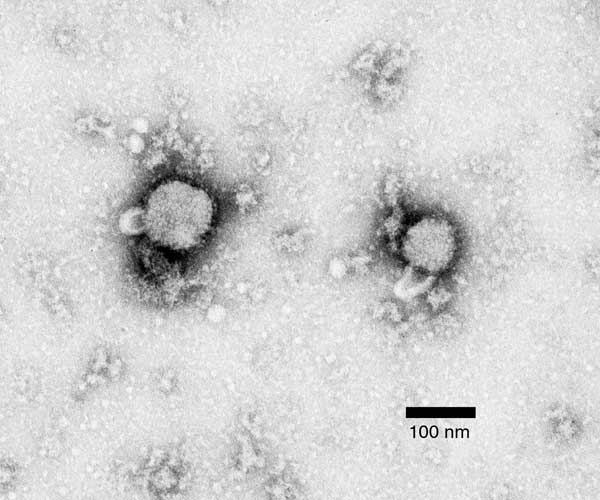
Mikrofotografia elektronowa uwidaczniająca arenawirusy u myszy, której wynik badania na LCM był pozytywny.

Limfocytarne zapalenie splotu naczyniówkowego i opon mózgowych (łac. choriomeningitis lymphocytica), LCM (z ang. lymphocytic choriomeningitis) – choroba wywoływana przez wirusa przenoszonego przez gryzonie, której głównymi objawami są: aseptyczne zapalenie opon mózgowo-rdzeniowych, mózgu lub opon mózgowo-rdzeniowych i mózgu.
Czynnikiem sprawczym jest wirus LCMV należący do rodziny arenawirusów. Nazwa została ukuta przez Charlesa Armstronga w 1934.